# Антифан от Берге
Антифан  (на старогръцки: Ἀντιφάνης ὁ Βεργαῖος, Антифанес о Бергайос) е древногръцки писател от IV век пр.н.е., чието име в античността става нарицателно за разказвач на измислици.

## Биография
Антифан е от тасоската колония по Долна Струма Берге. Живее в IV век пр.н.е., част от поколението след Платон, тъй като Плутарх в „Моралии“ говори за него като за съвременник на учениците на Платон. Според Скимн Хиоски Антифан е автор е на книга за чудни и невероятни неща (Ἄπιστα), (657). По начина, по който го споменава Страбон излиза, че Антифан е искал историите му да се приемат за история, тоест е измамник:
| „ | Сега, това наистина е същото като измислиците на Питей, Евхемер и Антифан. Тези мъже можем да извиним за измислиците им, тъй като те следват точно занаята си, точно както прощаваме на жонгльорите, но който може да прости на Посейдоний, майстор на демонстрацията и философ... | “ |

Заради Антифан се появява атическият глагол βεργαΐζειν, който означава разказвам необичайни истории. Страбон използва бергеец и бергейски за обозначаване на лъжлив:
| „ | ...трябва да използваме по такъв начин само хора с репутация – хора, които са били прави по много въпроси, и които, макар и да са пропуснали мното неща, или са ги третирали неадекватно, не са казали нищо лъжливо нарочно. Но да се използва Дамаст като авторитет не е по-умно, отколкото да се цитират като авторитети Бергееца или по-скоро Месенеца Евхемер и другите писатели, които самият Ератостен цитира, за да осмее абсурдните им писания... Посейдоний... представя като истинска тази бергейска история. | “ |

Плутарх цитира следния анекдот от Антифан:
| „ | Този Антифан разказва весело, че в някой си град студът бил толкова силен, че думите замръзвали веднага след като били произнесени, но след известно време се стопявали и ставали чуваеми, така думите произнесени през зимата се чували през следващото лято. | “ |

Повечето автори са съгласни, че Антифан от Берге е идентичен с Антифан Млади, който е автор на труд върху куртизанките (Περί Εταιρών), от който има запазени четири фрагмента. Антифан не трябва да се бърка с Антифан от Аргос, както правят някои от античните автори.